# RMS Hibernia
RMS Hibernia byl kolesový parník společnosti Cunard Line vybudovaný v roce 1842 v loděnicích Robert Steele & Co. ve skotském Greenocku. Sloužil stejně jako jeho sesterské lodě na poštovní lince společnosti Liverpool-Halifax-Boston, kam poprvé vyplul 19. dubna 1843. V roce 1850 pak byl prodán španělskému námořnictvu a nahrazen novými loděmi třídy America.